# Cofton Hackett
Cofton Hackett – wieś w Anglii, w hrabstwie Worcestershire, w dystrykcie Bromsgrove. Leży 27 km na północny wschód od miasta Worcester i 160 km na północny zachód od Londynu. W 2001 miejscowość liczyła 1747 mieszkańców.